# BrainStorm
BrainStorm je český televizní film režiséra Jiřího Stracha, který měl premiéru 23. března 2008 na České televizi (ČT1 20:00).
Hlavní postavou je soukromý psycholog Jakub (Ivan Trojan), který má dvě děti s bývalou manželkou a žije s milenkou Viki. Jednoho dne jeho bratr odjede do Jižní Ameriky a Jakub se musí postarat o svého otce Abraháma (Radoslav Brzobohatý), který po mrtvici již téměř nekomunikuje se světem. Dceru Elišku (Tereza Voříšková) vyhodí ze školy a nerozumí si s matkou a nastěhuje se k Jakubovi, který zrovna ještě přestavuje dům. Problémy s dědou vyřeší zázračný lék BrainStorm, dědův stav se výrazně zlepší a on má možnost napravit některé chyby, kterých se dříve dopustil a zlepšit napjaté vztahy v rodině.

## Obsazení
| Ivan Trojan         | Jakub               |
| Ivana Chýlková      | Jakubova exmanželka |
| Tatiana Pauhofová   | milenka Viki        |
| Tereza Voříšková    | dcera Eliška        |
| Marek Gallo         | syn David           |
| Radoslav Brzobohatý | děd Abrahám         |
| Pavel Řezníček      | druhý Abrahámův syn |
| Pavel Liška         | poslíček            |
| Oldřich Navrátil    | řemeslník Oubram    |
| Pavel Kříž          | doktor              |

## Ocenění
Film získal čtyři ceny Elsa. Získal cenu v kategorii "Původní televizní dramatická tvorba – pořad" a oceněni byli také Jiří Strach, Marek Epstein a Ivan Trojan.

## Recenze
- Jaroslav Sedláček, Cinema 03/2008, s. 108